# Private (加藤いづみのアルバム)
『private』（プライベート）は、2008年8月9日にリリースされた加藤いづみのミニ・アルバム。

## 概要
前作『favorite』から約半年後にリリースされたミニ・アルバム。新曲2曲、カヴァー2曲、セルフカヴァー1曲の全5曲を収録。

## 収録曲
1. the end of the world
作詞・作曲：S. Dee & A. Kent
スキーター・デイヴィスのヒット曲『この世の果てまで』のカヴァー
2. a song for you

2006年12月ニッポン放送『デジタル・チャリティー・ミュージックソン』のために書き下ろされた曲
3. 砂に消えた涙
作詞：アルベルト・テスタ 作曲：ピエロ・ソフィッチ
1964年に発表されたイタリアの歌手ミーナの楽曲『砂に消えた涙』のカヴァー
4. 風の吹く駅で
作詞・作曲・編曲：高橋研
2006年9月愛媛県のJR下灘駅で行われた『夕焼けプラットホームコンサート』のために書き下ろされた曲
5. 空飛ぶカウボーイ（original short version)
作詞・作曲・編曲：高橋研
1stアルバム『テグジュペリ』収録曲のセルフカヴァー